# Békéssámson
Békéssámson – wieś i gmina w południowo – zachodniej części Węgier, w pobliżu miasta Orosháza.

## Położenie
Miejscowość leży na obszarze tzw. Kraju Zacisańskiego (węg. Tiszántúl), będącego częścią Wielkiej Niziny Węgierskiej. Administracyjnie należy do powiatu Orosháza, wchodzącego w skład komitatu Békés i jest jedną z jego 10 gmin.